# Блін (Вашингтон)
Блін (англ. Blyn) — переписна місцевість (CDP) в США, в окрузі Клеллам штату Вашингтон. Населення — 108 осіб (2020).

## Географія
Блін розташований за координатами 48°0′29″ пн. ш. 122°58′53″ зх. д. / 48.00806° пн. ш. 122.98139° зх. д. (48.008191, -122.981256).  За даними Бюро перепису населення США в 2010 році переписна місцевість мала площу 12,69 км², з яких 12,27 км² — суходіл та 0,41 км² — водойми.

## Демографія
Згідно з переписом 2010 року, у переписній місцевості мешкала 101 особа в 46 домогосподарствах у складі 30 родин. Густота населення становила 8 осіб/км².  Було 52 помешкання (4/км²).
Расовий склад населення:
| - 87,1 % — білих - 7,9 % — корінних американців - 1,0 % — азіатів |

До двох чи більше рас належало 4,0 %. Частка іспаномовних становила 7,9 % від усіх жителів.
За віковим діапазоном населення розподілялося таким чином: 14,9 % — особи молодші 18 років, 70,2 % — особи у віці 18—64 років, 14,9 % — особи у віці 65 років та старші. Медіана віку мешканця становила 51,5 року. На 100 осіб жіночої статі у переписній місцевості припадало 106,1 чоловіків;  на 100 жінок у віці від 18 років та старших — 115,0 чоловіків також старших 18 років.
За межею бідності перебувало 73,3 % осіб, у тому числі 0,0 % дітей у віці до 18 років та 100,0 % осіб у віці 65 років та старших.
Цивільне працевлаштоване населення становило 6 осіб. Основні галузі зайнятості: будівництво — 50,0 %, науковці, спеціалісти, менеджери — 33,3 %, публічна адміністрація — 16,7 %.